# Le Retour (Les Cosmonautes du futur)
Le Retour est le deuxième album de bande dessinée de la série Les Cosmonautes du futur, scénarisée par Lewis Trondheim et illustrée par Manu Larcenet. La mise en couleurs est réalisée par Brigitte Findakly. L'album, sorti en 2001, est édité chez Dargaud, dans la collection Poisson Pilote.

### Documentation
- Philippe Audouin, « Récré action », BoDoï, no 40,‎ avril 2001, p. 18.